# Sergio Díaz (Tontechniker)
Sergio Díaz (* 15. Juli 1969 in Mexiko-Stadt) ist ein mexikanischer Sounddesigner und Filmkomponist.

## Leben
Sergio Alejandro Díaz wurde in Mexiko-Stadt geboren. Zu seinen ersten Arbeiten in verantwortlicher Position als Tontechniker gehören Batalla en el cielo, Stellet Licht und Revolución. Díaz übernahm das Sounddesign für den Triller Desierto – Tödliche Hetzjagd von Jonás Cuarón aus dem Jahr 2015, ebenso für das drei Jahre später veröffentlichte Filmdrama Roma von Alfonso Cuarón, dem Vater von Jonás Cuarón.

## Filmografie (Auswahl)
- 2005: Batalla en el cielo
- 2007: Stellet Licht
- 2010: Revolución
- 2012: La demora
- 2013: Manto acuífero
- 2015: La delgada línea amarilla
- 2015: Desierto – Tödliche Hetzjagd (Desierto)
- 2016: The Untamed (La región salvaje)
- 2018: Roma

## Auszeichnungen (Auswahl)
The Platino Awards for Iberoamerican Cinema
- 2017: Nominierung für den Besten Sound (Desierto – Tödliche Hetzjagd)

Oscar
- 2019: Nominierung für den Besten Tonschnitt (Roma)